# Andreas Vollenweider
Andreas Vollenweider (født 4. oktober 1953 i Zürich) er en schweizisk musiker. Hans hovedinstrument er en selvdesignet elektro-akustisk harpe, men han spiller også flere andre instrumenter, blandt andet guitar og keyboard.
Vollenweiders far Hans var en af Europas førende organister. Andreas Vollenweider voksede op i kunstnerisk mangfoldige omgivelser, og han blev en selvlært multiinstrumentalist.
22 år gammel begyndte han at spille harpe, og han udviklede sin egen spilleteknik på instrumentet og derigennem opstod den elektro-akustiske harpe.
Derefter komponerede Vollenweider musik for film-, teater- og tvproduktioner. I 1970'erne spillede han sammen med René Bardet i ensemblet Poesie und Musik. De satte musik til digte af Heinrich Heine og François Villon.
Hans første soloalbum, "Eine Art Suite in XIII Teilen", blev udgivet i Schweiz i 1979 og regnes som "Vollenweider-soundens vugge".
I 1984 havde hans album "White Winds" succes på de amerikanske hitlister i kategorierne pop, klassisk og jazz. I 1987 blev Andreas Vollenweider den første schweizer som vandt den amerikanske Grammy Award, for albummet "Down to the Moon".
Andreas Vollenweiders solomusik ligger i spændingsfeltet mellem jazz og såkaldt new age, men har også elementer af pop og klassisk. Hans musik er for det meste instrumental, men han har også samarbejdet med flere kendte vokalister, blandt andre Bobby McFerrin, Carly Simon og Luciano Pavarotti.

## Diskografi
- Vollenweider, Bardet, Valentini (Lyrik und Musik): Heinrich Heine – ein neues Lied (1976)
- Vollenweider, Bardet, Valentini (Poesie und Musik): François Villon (1976)
- Vollenweider, Bardet, Valentini (Poesie und Musik): Heinrich Heine – Ich kann nicht mehr die Augen schließen (1977)
- Eine Art Suite in XIII Teilen (1979)
- Behind the Gardens, Behind the Wall, Under the Tree... (1981)
- Caverna Magica (1983)
- White Winds (1984)
- Down to the Moon (1986)
- Dancing with the Lion (1989)
- Traumgarten (1990)
- Book of Roses (1991)
- Eolian Minstrel (1993)
- Andreas Vollenweider and Friends: Live 1982-1994 (1994)
- Kryptos (1997)
- Cosmopoly (1999)
- The Essential Andreas Vollenweider (2000) (best of)
- Vox (2004)
- Magic Harp (2005) (best of, USA-/Canada-utgivelse)
- The Storyteller (2005) (compilation, inkl. bonus DVD w/ excerpts from historic live performances 2005
- "The Magical Journies of Andreas Vollenweider", double DVD w/ almost 4 hours of live concerts, documentaries, interviews, video clips...2006
- "Andreas Vollenweider & Friends, 25 years live, 1982 – 2007, double CD 2007
- "Air", cd (2009)